# Wasted (Tiësto)
Wasted è un singolo del DJ olandese Tiësto, realizzato in collaborazione con il cantante statunitense Matthew Koma e pubblicato nel 2014 come estratto dall'album A Town Called Paradise.

## Tracce
- Download digitale

1. Wasted – 3:09
2. Wasted (Ummet Ozcan Remix) – 4:17

- Remix

1. Wasted (TST Remix) – 4:35
2. Wasted (Ummet Ozcan Remix) – 5:55
3. Wasted (R3hab Remix) – 4:12
4. Wasted (Mike Mago Remix) – 5:58